# Mico-Berge
Die Mico-Berge (spanisch Sierra del Mico oder auch Montañas del Mico) sind ein ca. 50 km langer Bergzug bei der Hafenstadt Puerto Barrios im Osten des mittelamerikanischen Staates Guatemala.

## Geologie
Der kleine Bergstock bildet in geologischer Hinsicht den südöstlichsten Zipfel der Sierra de los Cuchumatanes bzw. der Sierra de Chamá.

## Lage
Die am Karibischen Meer gelegenen Städte Livingston und Puerto Barrios sowie der Izabal-See sind jeweils etwa 25 km (Luftlinie) entfernt.